# Горгонски белогрли капуцин
Горгонски белогрли капуцин (Cebus capucinus curtus) је подврста белогрлог капуцина (Cebus capucinus), врсте примата (Primates) из породице капуцина и веверичастих мајмуна (Cebidae).

## Распрострањење
Ареал подврсте је ограничен на једну државу. Колумбијско острво Горгона је једино познато природно станиште врсте.

## Угроженост
Ова подврста се сматра рањивом у погледу угрожености од изумирања.